# ييلانسكيي (سفيردلوفسك)
ييلانسكيي (بالروسية: Еланский) هي مدينة في مقاطعة سفيردلوفسك أوبلاست في روسيا.
يبلغ عدد سكانها حوالي 8582 نسمة.